# Gagea neopopovii
Gagea neopopovii là một loài thực vật có hoa trong họ Liliaceae. Loài này được Golosk. miêu tả khoa học đầu tiên năm 1975.